# Bank Norwegian
Bank Norwegian AS je norská internetová banka, která spotřebitelům poskytuje úvěry, kreditní karty a spořicí účty. Společnost byla založena v listopadu 2007 a má sídlo v Fornebu v Norsko. Norwegian Air Shuttle vlastní 20% banky.